# 4.ª etapa da Volta a França de 2018
A 4.ª etapa do Tour de France de 2018 teve lugar a 10 de julho de 2018 entre La Baule-Escoublac e Sarzeau sobre um percurso de 195 km e foi vencida ao sprint pelo ciclista colombiano Fernando Gaviria da equipa Quick-Step Floors, quem completou sua segunda vitória de etapa no Tour 2018. O ciclista belga Greg Van Avermaet da equipa BMC Racing conservou o camisola amarela.

## Classificação da etapa
| \| Classificação por etapas \| Classificação por etapas \| Classificação por etapas \| Classificação por etapas \| Classificação por etapas \| \| Ciclista \| Ciclista \| Equipe \| Tempo \| \| \| ------------------------ \| ------------------------ \| ------------------------ \| ------------------------ \| ------------------------ \| \| 1. \| Fernando Gaviria \| Quick-Step Floors \| 4h25m01s \| \| \| 2. \| Peter Sagan \| Bora-Hansgrohe \| + 0s \| \| \| 3. \| André Greipel \| Lotto-Soudal \| + 0s \| \| \| 4. \| Dylan Groenewegen \| LottoNL-Jumbo \| + 0s \| \| \| 5. \| Marcel Kittel \| Katusha-Alpecin \| + 0s \| \| \| 6. \| Andrea Pasqualon \| Wanty-Groupe Gobert \| + 0s \| \| \| 7. \| Alexander Kristoff \| UAE Team Emirates \| + 0s \| \| \| 8. \| John Degenkolb \| Trek-Segafredo \| + 0s \| \| \| 9. \| Dion Smith \| Wanty-Groupe Gobert \| + 0s \| \| \| 10. \| Timothy Dupont \| Wanty-Groupe Gobert \| + 0s \| \| |                    |                     |          |
| |                    |                     |          |
| Fonte: ProCyclingStats |                    |                     |          |
| Classificação por etapas |                    |                     |          |
| Ciclista | Ciclista           | Equipe              | Tempo    |
| 1. | Fernando Gaviria   | Quick-Step Floors   | 4h25m01s |
| 2. | Peter Sagan        | Bora-Hansgrohe      | + 0s     |
| 3. | André Greipel      | Lotto-Soudal        | + 0s     |
| 4. | Dylan Groenewegen  | LottoNL-Jumbo       | + 0s     |
| 5. | Marcel Kittel      | Katusha-Alpecin     | + 0s     |
| 6. | Andrea Pasqualon   | Wanty-Groupe Gobert | + 0s     |
| 7. | Alexander Kristoff | UAE Team Emirates   | + 0s     |
| 8. | John Degenkolb     | Trek-Segafredo      | + 0s     |
| 9. | Dion Smith         | Wanty-Groupe Gobert | + 0s     |
| 10. | Timothy Dupont     | Wanty-Groupe Gobert | + 0s     |

## Classificações ao final da etapa

### Classificação geral(Maillot Jaune)
| \| Classificação geral \| Classificação geral \| Classificação geral \| Classificação geral \| Classificação geral \| \| Ciclista \| Ciclista \| Equipe \| Tempo \| \| \| ------------------- \| -------------------- \| ------------------------- \| ------------------- \| ------------------- \| \| 1. \| Greg Van Avermaet \| BMC Racing Team \| 13h33m56s \| \| \| 2. \| Tejay van Garderen \| BMC Racing Team \| + 0s \| \| \| 3. \| Geraint Thomas \| Team Sky \| + 3s \| \| \| 4. \| Philippe Gilbert \| Quick-Step Floors \| + 5s \| \| \| 5. \| Julian Alaphilippe \| Quick-Step Floors \| + 7s \| \| \| 6. \| Bob Jungels \| Quick-Step Floors \| + 7s \| \| \| 7. \| Tom Dumoulin \| Team Sunweb \| + 11s \| \| \| 8. \| Søren Kragh Andersen \| Team Sunweb \| + 11s \| \| \| 9. \| Michael Matthews \| Team Sunweb \| + 11s \| \| \| 10. \| Rigoberto Urán \| EF Education First-Drapac \| + 35s \| \| |                      |                           |           |
| |                      |                           |           |
| Fonte: ProCyclingStats |                      |                           |           |
| Classificação geral |                      |                           |           |
| Ciclista | Ciclista             | Equipe                    | Tempo     |
| 1. | Greg Van Avermaet    | BMC Racing Team           | 13h33m56s |
| 2. | Tejay van Garderen   | BMC Racing Team           | + 0s      |
| 3. | Geraint Thomas       | Team Sky                  | + 3s      |
| 4. | Philippe Gilbert     | Quick-Step Floors         | + 5s      |
| 5. | Julian Alaphilippe   | Quick-Step Floors         | + 7s      |
| 6. | Bob Jungels          | Quick-Step Floors         | + 7s      |
| 7. | Tom Dumoulin         | Team Sunweb               | + 11s     |
| 8. | Søren Kragh Andersen | Team Sunweb               | + 11s     |
| 9. | Michael Matthews     | Team Sunweb               | + 11s     |
| 10. | Rigoberto Urán       | EF Education First-Drapac | + 35s     |

### Classificação por pontos(Maillot Vert)
| Classificação por pontos | Classificação por pontos | Classificação por pontos | Classificação por pontos | Classificação por pontos |
| Ciclista                 | Ciclista                 | Equipe                   | Pontos                   |                          |
| ------------------------ | ------------------------ | ------------------------ | ------------------------ | ------------------------ |
| 1.                       | Peter Sagan              | Bora-Hansgrohe           | 143 pts                  |                          |
| 2.                       | Fernando Gaviria         | Quick-Step Floors        | 139 pts                  |                          |
| 3.                       | Alexander Kristoff       | UAE Team Emirates        | 72 pts                   |                          |
| 4.                       | André Greipel            | Lotto-Soudal             | 65 pts                   |                          |
| 5.                       | Arnaud Démare            | Groupama-FDJ             | 52 pts                   |                          |
| 6.                       | Marcel Kittel            | Katusha-Alpecin          | 50 pts                   |                          |
| 7.                       | John Degenkolb           | Trek-Segafredo           | 36 pts                   |                          |
| 8.                       | Jérôme Cousin            | Direct Énergie           | 33 pts                   |                          |
| 9.                       | Andrea Pasqualon         | Wanty-Groupe Gobert      | 32 pts                   |                          |
| 10.                      | Dylan Groenewegen        | LottoNL-Jumbo            | 32 pts                   |                          |

### Classificação da montanha(Maillot à Pois Rouges)
| Classificação da montanha | Classificação da montanha | Classificação da montanha  | Classificação da montanha | Classificação da montanha |
| Ciclista                  | Ciclista                  | Equipe                     | Pontos                    |                           |
| ------------------------- | ------------------------- | -------------------------- | ------------------------- | ------------------------- |
| 1.                        | Dion Smith                | Wanty-Groupe Gobert        | 1 pt                      |                           |
| 2.                        | Anthony Perez             | Cofidis, Solutions Crédits | 1 pt                      |                           |
| 3.                        | Kévin Ledanois            | Fortuneo-Samsic            | 1 pt                      |                           |

### Classificação do melhor jovem(Maillot Blanc)
| Classificação dos jovens | Classificação dos jovens | Classificação dos jovens | Classificação dos jovens | Classificação dos jovens |
| Ciclista                 | Ciclista                 | Equipe                   | Tempo                    |                          |
| ------------------------ | ------------------------ | ------------------------ | ------------------------ | ------------------------ |
| 1.                       | Søren Kragh Andersen     | Team Sunweb              | 13h34m07s                |                          |
| 2.                       | Egan Bernal              | Team Sky                 | + 1m08s                  |                          |
| 3.                       | Magnus Cort              | Astana                   | + 1m22s                  |                          |
| 4.                       | Thomas Boudat            | Direct Énergie           | + 1m40s                  |                          |
| 5.                       | Antwan Tolhoek           | LottoNL-Jumbo            | + 1m55s                  |                          |
| 6.                       | Gregor Mühlberger        | Bora-Hansgrohe           | + 2m09s                  |                          |
| 7.                       | Dion Smith               | Wanty-Groupe Gobert      | + 2m13s                  |                          |
| 8.                       | Stefan Küng              | BMC Racing Team          | + 2m39s                  |                          |
| 9.                       | Amund Grøndahl Jansen    | LottoNL-Jumbo            | + 2m54s                  |                          |
| 10.                      | Élie Gesbert             | Fortuneo-Samsic          | + 3m02s                  |                          |

### Classificação por equipas(Classement par Équipe)
| Classificação por equipes | Classificação por equipes                | Classificação por equipes | Classificação por equipes |
| Equipe                    | Equipe                                   | Tempo                     |                           |
| ------------------------- | ---------------------------------------- | ------------------------- | ------------------------- |
| 1.                        | Quick-Step Floors                        | 41h21m02s                 |                           |
| 2.                        | Team Sunweb                              | + 16s                     |                           |
| 3.                        | BMC Racing Team                          | + 23s                     |                           |
| 4.                        | Sky                                      | + 1m54s                   |                           |
| 5.                        | EF Education First-Drapac p/b Cannondale | + 2m26s                   |                           |
| 6.                        | Bora-Hansgrohe                           | + 2m52s                   |                           |
| 7.                        | Astana                                   | + 2m56s                   |                           |
| 8.                        | Katusha-Alpecin                          | + 3m00s                   |                           |
| 9.                        | Mitchelton-Scott                         | + 3m04s                   |                           |
| 10.                       | Bahrain-Merida                           | + 3m56s                   |                           |

## Abandonos
- Axel Domont, por queda a menos de seis quilómetros de meta.[1]